# Zbenice
Zbenice är en ort i Tjeckien.   Den ligger i regionen Mellersta Böhmen, i den centrala delen av landet, 60 km söder om huvudstaden Prag. Zbenice ligger 531 meter över havet och antalet invånare är 121.
Terrängen runt Zbenice är platt åt nordväst, men åt sydost är den kuperad. Runt Zbenice är det glesbefolkat, med 14 invånare per kvadratkilometer. Närmaste större samhälle är Příbram, 12,2 km nordväst om Zbenice. I omgivningarna runt Zbenice växer i huvudsak blandskog.